# Comté de Lee (Arkansas)
Pour les articles homonymes, voir Comté de Lee.
Le comté de Lee (en anglais : Lee County) est un comté américain de l'est de l'État de l'Arkansas. Au recensement des États-Unis de 2010, il compte 10 424 habitants. Son siège est Marianna.

## Comtés adjacents
Le comté de Lee est bordé au nord par le comté de Saint Francis, au nord-est par le Crittenden, à l'est par le comté de Tunica, dans l'État du Mississippi, au sud par le comté de Phillips et à l'ouest par le comté de Monroe.

## Démographie
| 1880   | 1890   | 1900   | 1910   | 1920   | 1930   | 1940   | 1950   |
| ------ | ------ | ------ | ------ | ------ | ------ | ------ | ------ |
| 13 288 | 18 886 | 19 409 | 24 252 | 28 852 | 26 637 | 26 810 | 24 322 |

| 1960   | 1970   | 1980   | 1990   | 2000   | 2010   | - | - |
| ------ | ------ | ------ | ------ | ------ | ------ | - | - |
| 21 001 | 18 884 | 15 539 | 13 053 | 12 580 | 10 424 | - | - |